# Adamo ed Eva (singolo)
Adamo ed Eva è un singolo del cantautore italiano Luigi Strangis, pubblicato il 31 marzo 2023 con doppia etichetta 21co e Artist First.

## Descrizione
Il brano, scritto dallo stesso cantautore con Roberto Tornabene, Kende, Marco Salvaderi e Lorenzo Santarelli, è prodotto dai Room9.

## Promozione
L'arrivo del singolo è stato annunciato sui social dallo stesso cantautore. In seguito è stato presentato nella ventiduesima edizione del talent show Amici di Maria De Filippi e a Verissimo.

## Video musicale
Il video musicale, diretto dai SamSam, è stato pubblicato il 3 aprile 2023 attraverso il canale YouTube del cantautore.

## Tracce
Testi di Luigi Strangis, Roberto Tornabene, Kende, Marco Salvaderi, Lorenzo Santarelli, musiche di Luigi Strangis, Valerio Tornabene, Marco Salvaderi, Lorenzo Santarelli, Kende.
1. Adamo ed Eva – 2:33